# Isaac Herzog
Isaac Herzog (Tel-Aviv, 22 de setembre de 1960) és un polític i advocat israelià, elegit president d'Israel el 2 de juny de 2021.
És membre de la Kenésset, president del Partit Laborista Israelià i cap de l'oposició d'Israel. Va ser ministre de turisme i de serveis socials durant els governs d'Ehud Barak i de Benjamin Netanyahu. És fill de Chaim Herzog, que va ser President d'Israel.
El 2 de juny de 2021 fou elegit onzè president de l'Estat d'israel, en aconseguir 87 vots de la Kenésset, per davant de Miriam Peretz que n'aconseguí 27.